# Oyón-Oion
Oyón-Oion község Spanyolországban, Arabában. Lakosainak száma 3413 fő (2024).

## Földrajza
Oyón-Oion Laguardia, Lanciego/Lantziego, Yécora/Iekora, Lapoblación, Marañón, Aguilar de Codés, Viana, Moreda de Álava és Logroño községekkel határos.

## Testvértelepülések
- Mijek

## Népesség
A település lakosságának változását az alábbi diagram mutatja:
| Lakosok száma | 2408 | 2678 | 2929 | 3150 | 3284 | 3298 | 3326 | 3386 | 3418 | 3413 |
|               | 2001 | 2004 | 2006 | 2009 | 2011 | 2014 | 2016 | 2019 | 2021 | 2024 |